# StepStone
StepStone  GmbH er en tysk virksomhed, der fortrinsvis beskæftiger sig med online-løsninger omkring medarbejderrekruttering og karriereplanlægning. Den blev grundlagt i Oslo 1996 og var noteret på Oslo Børs indtil 17. december 2009,  
hvor aktiemajoriteten blev købt af Axel Springer AG
Den nuværende administrerende direktør for hele StepStone er Ralf Baumann og virksomheden har over 890 ansatte og er repræsenteret i 9 europæiske lande. StepStone, der også omfatter TotalJobs i Storbritannien, driver jobportaler i 7 lande: Belgien, Frankrig, Holland, Storbritannien, Sverige, Tyskland og Østrig.
StepStone har også tidligere drevet virksomhed i Danmark, men det danske datterselskab blev i 2014 frasolgt til Jobindex, der pr. 2024 stadig fortsat driver en jobportal under StepStone-navnet.
Virksomheden var, indtil 2010, delt i henholdsvis StepStone Online og StepStone Solutions, hvor førstnævnte har fokus på bl.a. formidling af stillingsannoncer på webportaler, mens sidstnævnte udviklede og markedsførte software til e-rekruttering og håndtering af medarbejdere. Sidstnævnte blev i 2010 frasolgt til det engelske investeringsselskab HgCapital LLP